# 松島かえで
松島 かえで（まつしま かえで、1982年11月7日 - ）は、日本の元AV女優。オフィスオールドクルー所属。

## 略歴
福岡県出身。2002年、宇宙企画（メディアステーション）よりデビュー。
2003年1月以降 - 一時リリースが途絶えていたが、同年12月、アリスJAPANで復活、出演作品が次々とヒットし綺麗なお姉さん系女優として大人気になり、アリスJAPANの看板女優となる。同じAV女優だった早坂ひとみとは大親友である。
2008年4月、中国の若手の人気作家韓寒が松島のブログのリンクを自身のブログに貼り付けた為にアクセスが殺到しアクセスが一時不能となった。2008年10月7日にエスワンからセルデビューし、AV女優に復帰。
2009年4月3日、中国の複数のメディアが「中国広東省広州市のナイトクラブに蒼井そら、松島かえでら日本のAV女優が出演する予定だったが、地元民の反発に遭い中止された」などと報道した。しかし、2人とも報道内容を否定。
2010年7月29日のイベントで、引退。

## 出演作品

### アダルトビデオ
2002年
- バージン・ラブ（5月31日（レンタル） / 7月13日（セル）、宇宙企画）…デビュー作
- PRETTY KISS（6月30日、宇宙企画）
- あなたとしたいの（7月31日、宇宙企画）
- NAKED（8月27日、宇宙企画）
- プレミア・ミックス（10月25日、宇宙企画）

2003年
- ぬれっ娘メイド（1月31日（レンタル） / 2月21日（セル）、h.m.p）
- ザ・美乳Bomb 4時間（3月21日、ビデオバンク）
- 女尻（12月19日、アリスJAPAN）

2004年
- フェティッシュ かえで（1月30日、アリスJAPAN）
- 逆ソープ天国（2月27日、アリスJAPAN）
- 猥褻モデル（3月26日、アリスJAPAN）
- 新卒美人女教師は性奴隷（4月23日、アリスJAPAN）
- 制服人形（6月25日、アリスJAPAN）
- 風俗で松島かえでとしたいっ!（7月30日、アリスJAPAN）
- 危ない密室（8月20日、アリスJAPAN）
- やっぱきれいなお姉さんが好き!（9月24日、アリスJAPAN）
- 真裸【MAPPA】（9月30日、シャッフル）
- セルフポートレート#5（10月29日、アリスJAPAN）
- 不倫美人若妻 肉欲の餌食（11月26日、アリスJAPAN）
- CLUB GAL SEX（12月31日、アリスJAPAN）

2005年
- 美女痴女（1月28日、アリスJAPAN）
- 憧れのOL 美脚なぶり（2月25日、アリスJAPAN）
- 女子校生の頃（3月25日、アリスJAPAN）
- クチビル・ハニー（4月29日、アリスJAPAN）
- Snow White（5月27日、アリスJAPAN）
- 牝に犯られる女（6月30日、アリスJAPAN）
- 白衣の堕天使 パワハラの罠（7月29日、アリスJAPAN）
- 略奪愛 寝盗る女（8月26日、アリスJAPAN）
- 美人官能小説家の愛欲に溺れる一週間（9月30日、アリスJAPAN）
- 悪女教師（10月28日、アリスJAPAN）
- 誘う淫乱ウェイトレス（11月25日、アリスJAPAN）
- 高めの女とやりまくり（12月30日、アリスJAPAN）

2006年
- ランジェリークイーン（1月27日、アリスJAPAN）
- 僕のラブドール（2月24日、アリスJAPAN）
- ノーカット4時間!!（3月17日、アリスJAPAN）
- 童貞喰いの綺麗なお姉さん（3月24日、アリスJAPAN）
- 松島かえでのセックスカウンセリング（4月21日、アリスJAPAN）
- 別れさせ屋の美女（5月19日、アリスJAPAN）
- パラダイスラブ（6月16日、アリスJAPAN）
- セレブの裏バイト（7月14日、アリスJAPAN）
- 恋の行方 二股の女（8月18日、アリスJAPAN）
- 松島かえでのやさしいエッチな管理人（9月15日、アリスJAPAN）
- 制服人形（2006年10月20日、アリスJAPAN）
- No.1キャバ嬢 ホスト狂い（11月17日、アリスJAPAN）
- 告白　元彼とのセックス（12月15日、アリスJAPAN）

2007年
- セルフポートレート#7（1月19日、アリスJAPAN）
- ダブルエロスタイル（2月16日、アリスJAPAN）
- 未来への日記（3月16日、アリスJAPAN）
- Next Stage（4月20日、アリスJAPAN）
- ビューティフル エロス（5月18日、アリスJAPAN）
- 真性アイドル中出し解禁!!（6月15日、アリスJAPAN）
- 女帝道（7月13日、アリスJAPAN）
- 松島かえで公式引退作品　SMILE　～Last　Message～（11月9日、アリスJAPAN）

2008年
- 復活×ギリモザ セル初ギリモザ（10月7日、エスワン）
- ギリモザ 6つのコスチュームでパコパコ!（11月7日、エスワン）(SOE-089)
- ギリモザ ネットリ濃厚セックス（12月7日、エスワン）

2009年
- レイプ×ギリモザ 犯された女教師（1月7日、エスワン）(SOE-133)
- ギリモザ 無限絶頂!激イカセFUCK（2月7日、エスワン）(SOE-155)
- ギリモザ 隣の誘惑お姉さん（3月7日、エスワン）(SOE-175)
- ギリモザ 交わる体液、濃密セックス（4月7日、エスワン）(SOE-192)
- ギリモザ 20コスチュームでパコパコ!（5月19日、エスワン）(SOE-216)
- ギリモザ ものすごい顔射（6月19日、エスワン）(SOE-233)
- レイプ×ギリモザ 夫の目の前で犯された若妻（7月7日、エスワン）
- ギリモザ 猥褻痴漢（8月7日、エスワン）
- ギリモザ 精子で汚れた美人OL（9月7日、エスワン）
- かえで先生の誘惑授業（11月1日、アイデアポケット）
- DIGITAL CHANNEL DC65（12月1日、アイデアポケット）

2010年
- 松島かえでの濃厚な接吻とSEX（1月1日、アイデアポケット）
- 僕とかえでの甘～い性活（2月1日、アイデアポケット）
- カテキョ（3月1日、アイデアポケット）
- 街で噂の美人若妻はSEX中毒 (2010年4月1日、アイデアポケット)
- 真性アイドル全員中出し!! 4時間（4月9日　アリスJAPAN）
- ゴージャスオナニーサポート（6月1日、アイデアポケット）
- 木曜日 未亡人 アナタごめんなさい…（7月1日）
- ベロりまくり接吻フェラチオ猥褻LIP（8月1日、アイデアポケット）

2012年
- エスワン12時間コンプリートBEST（10月19日、S1）個人総集編

### イメージビデオ
- 真裸 【MAPPA】（2004年9月30日、Shuffle）
- DOUBLE SHOT（2007年5月17日、イエローボックス）
- Venus NUDE:FILE2（2008年1月15日、フォーエバー）
- エロキュート（2009年8月29日、オルスタックピクチャーズ）

### オリジナルビデオ
- 妖艶くノ一伝 ～紫雨篇～(2006年)

### ゲーム
- 松島かえでのコスプレSEXY野球拳!（PSP）（2006年7月28日、GBTピクチャーズ）
- 松島かえでのコスプレSEXY野球拳!（DVDPG）（2006年7月28日、GBTピクチャーズ）
- オールスター野球拳（PSP）（2006年12月14日、GBTピクチャーズ）
- オールスター野球拳ブルーレイディスク（2006年12月14日、GBTピクチャーズ）

## テレビ出演
- Peach-Pit 桃のたね（MONDO TV）

## 書籍

### 写真集
- ハート（2002年12月、アクアハウス、撮影：清水清太郎）ISBN 978-4860460655
- Excellent BODY:ONANISM（2003年7月、双葉社、撮影：斉木弘吉）ISBN 978-4575295726
- イリスの誘惑（2007年4月、リイド社、撮影：郡司大地）ISBN 978-4845833139
- [DGC]2009.10月號 松島かえで 女王復活！最新エロ撮りおろし満載。[80P]
- 艶旅かえで 2005冬~2008秋（2013年11月21日、竹書房、撮影：小町剛廣）ISBN 978-4812497753

### トレーディングカード
- ミルキーエンジェル　カードコレクション　Vol.3　「松島かえで・小沢菜穂・早坂ひとみ」（発売：2005年1月30日、発行：さくら堂）

　　 カード構成 レギュラーカード72種類　+　生写真カード等多数

- ストロベリー・リップス　「松島かえで・竹内あい・夏川亜咲」（発売：2007年5月30日、発行：パイナップル・ナッツ）

　　 カード構成 全127種類（レギュラーカード72種類）　+　Box特典カード2種

- ストロベリー・リップス2　「松島かえで・佐山愛・桜木凛」（発売：2009年2月28日、発行：パイナップル・ナッツ）

　　 カード構成 全123種類（レギュラーカード72種類）　+　Box特典カード 6種  +  ミステリーカード 6種

- AVC ジューシーハニー Vol.11　「松島かえで・板垣あずさ・藤浦めぐ」（発売：2009年8月29日、発行：ミント、撮影：岡克己）

　　 カード構成 全184種類（レギュラーカード72種類）